# Дачне (електродепо)
59°51′34″ пн. ш. 30°16′46″ сх. д. / 59.85944° пн. ш. 30.27944° сх. д.
ТЧ-2 «Дачне» — ремонтне депо Петербурзького метрополітену, розташовується на Кіровсько-Виборзькій лінії за станцією метро «Автово».
Депо відкрилося 30 червня 1970, розташовується на одній території з депо «Автово» і призначено для ремонту потягів. Обслуговує потяги всіх ліній Петербурзького метрополітену, для цього з інших ліній на Кіровсько-Виборзьку потяги передають по СЗГ — з Московсько-Петроградської лінії — через СЗГ на станції «Технологічний інститут», з Невсько-Василеострівної і Правобережної ліній (їх обидві обслуговує одне депо) — через СЗГ між станціями «Маяковська» і «Площа Повстання».
Колії, що ведуть в депо, починаються з камери з'їздів, розташованої біля станції «Автово», звідти ж починаються колії в депо «Автово». На колії, що веде в депо, є 2 службові платформи. У депо є гейт для сполучення із залізницею. До 1977 поряд з депо розташовувалася однойменна станція метро.
Відкрита службова платформа знаходиться на території депо «Дачне», а не в тунелі. Проїзд на поїздах зі станції «Автово» відбувається в першому вагоні потягу з перепускою, перевіреною машиністом. Розклад потягів можна знайти на початку платформи станції «Автово» у бік станції «Ленінський проспект».

## Ресурси Інтернету
- ТЧ-2 «Дачне» на vagon.metro.ru [Архівовано 3 березня 2014 у Wayback Machine.](рос.)
- ТЧ-2 «Дачне» на metro.vpeterburge.ru [Архівовано 25 лютого 2014 у Wayback Machine.](рос.)